# بيتر بيشوب
بيتر بيشوب هو شخصية خيالية من مسلسل فوكس التلفزيوني «فرينج». يصوره جوشوا جاكسون.

## السيرة الذاتية للشخصية الخيالية
وُلد بيتر بيشوب سنة 1978 في العالم الموازي، والداه والتر بيشوب المعروف أيضًا بـ «والترنيت» وزوجته إليزابيث بيشوب. سنة 1985، أصيب بيتر بمرض وراثي نادر جدًا، وعمل والده، وهو عالم بارع في كلا العالمين، على مدار الساعة لإنقاذه.
وكشف والتر بيشوب في العالم الرئيسي في حلقة «بيتر» أنه شاهد ابنه، نسخة بيتر من العالم الأول، يموت بسبب المرض نفسه. فغالبًا ما كان يراقب بيتر الآخر الذي يعيش في الكون الموازي من خلال «نافذة عابرة الابعاد»، مرآة تظهر الجانب الآخر، ما يسمح بمشاهدته. وفي النهاية، صنع والتر مُركبًا وفتح مدخلًا إلى العالم الآخر بهدف إنقاذ بيتر الآخرِ من الموت. لكن القارورة التي تحتوي على مركب العلاج انكسرت في طريقها إلى الجانب الآخر، فأُجبر على خطف بيتر الآخر وإحضاره إلى الكون الرئيسي ومعالجته ثم إعادته. لكن بعد أن عالج بيتر من جانبنا، لم يستطع هو وزوجته إرجاعه فربياه كأنه ابنهم.
ومع أن بيتر لم يعلم في بداية الأمر، نشأ لاحقًا لا يعرف عن خداع والتر له، ناسيًا ما حصل. فقد أخبر «أوليفيا دونام» مرارًا وتكرارًا أنه لم يكن مولعًا بأبيه قط، بل إنه حتى يتذكر الأوقات التي أجرى فيها والتر التجارب عليه. من المفترض أن والتر فعل هذا ليرى كيف كان رد فعل جسد بيتر للتنقل بين الأكوان. سنة 1991 قُتلت مساعدة مختبر والتر، الدكتورة «كارلا وارين»، في حريق في مختبره، وحُجز والتر داخل مؤسسة سانت كلير العقلية. اعترف بيتر لاحقًا أنه لم يزر والتر قط بعد دخوله المستشفى، واستمر يكبر كارهًا أباه. وقد تعاظمت كراهيته لوالتر لدرجة أن بيتر أخذ الكتب التي يملكها جده روبرت بيشوب وباعها مقابل المال، ما أثر فيه كثيرًا عندما اكتشف الأمر سنة 2009.
مع مستوى ذكائه البالغ 190 وإجادته العديد من اللغات منها الإنجليزية والعربية والفارسية واللاتينية واليونانية والروسية والإسبانية، انقطع بيتر عن الدراسة في الكلية بسبب ديون المقامرة، كان ذا براعة تشمل جميع المهن وبارعًا في التزوير. زوّر شهادة كيمياء من معهد ماساتشوستس للتكنولوجيا وتمكن من نشر بعض الأوراق قبل اكتشاف الخدعة. ولأول مرة يتحدث إلى أبيه خلال 17 عامًا من مكوثه في «سانت كلير»، اتصل والتر هاتفيًا ليخبره أن إليزابيث ماتت في حادث سيارة، مع أن بيتر اكتشف لاحقًا أنها انتحرت لشعورها بالذنب بسبب بقائه في هذا العالم، في حلقة «الرجل من الجانب الآخر»، إضافةً إلى ذلك، واجه بيتر مشكلةً مع المافيا لأنه يدين بمبلغ غير معروف من المال لـ «إدي الكبير» أحد المجرمين المعروفين الذي كان يطارده منذ فترة.

### الموسم الأول
شُوهد بيتر أول مرة يعد صفقة تجارية في بغداد، عندما ابتزته أوليفيا دونام ليتمكن من الوصول إلى والده. يطلق بيتر سراح والتر من مستشفى سانت كلير ليطور علاجًا لحبيب أوليفيا، جون سكوت، ورغم اكتشاف أن جون خائن، وقد كُشف في الحلقة 1-13 «التحول» أن جون كان في الواقع عميلًا سريًا يعمل مع وكالة الأمن القومي، كان حبه لأوليفيا حقيقيًا.
في أكثر الأحداث المبكرة، بيتر يمقت العمل مع أبيه، وفي الحلقة 1-04، «الوصول»، يستعد لمغادرة بوسطن إلى الأبد. لكنه التقى المراقب المعروف بـ «سبتمبر» الذي يبدو أنه يقرأ فكر بيتر. وبعد هذه الحادثة، أدرك بيتر أن «الأسلوب» موجود فعلًا، وتعهد بالبقاء في بوسطن إلى أن يكتشف الحقيقة ويصبح مستشارًا مدنيًا في وزارة الأمن الوطني الأمريكية في مجال العلوم المتقدمة.
في ذروة الموسم الأول، يبدو أن بيتر ووالتر تصالحا تمامًا. حتى أن بيتر صنع لأبيه جهازًا يمكنه أن يصلح سجلات المياه التي تضرَّرت، في الحلقة 1-19 «الطريق الذي لم يسلك» وفي نهاية إحدى حلقات الموسم الأول، «يوجد أكثر من واحد من كل شيء»، كشف والتر لبيتر عن وجود العالم الموازي دون أن يخبره بحقيقة مولده. لأن بيتر كان يؤدي دورًا رئيسيًا بإغلاق البوابة. ومنع «ديڤيد روبرت» جونز من فتح الباب إلى العالم الآخر، لقتل وليم بِل، في حين أن جسد جونز ما زال في منتصف الطريق عند الانتقال لينقسم جسمه إلى نصفين. في هذا الوقت، يبدأ والتر بترك بيتر يشرح إلى أين هرب، جاعلًا بيتر يعلق على أستريد فارنسورث «لقد كبر ولدنا الصغير» معززًا محبته الجديدة لأبيه.

### الموسم الثاني
في بداية الموسم الثاني «يوم جديد في البلدة القديمة»، تعود أوليڤيا إلى العالم الرئيسي بعد زيارة وليم بيل في العالم الآخر. لكنها أصيبت بجروح بالغة في طريق عودتها وكانت نجاتها مستبعدة. يذهب بيتر المدمَّر ليودعها قبل أن تموت، وبعد الجلوس وتقبيل جبهتها، تستيقظ أوليڤيا من غيبوبتها وتهمس لبيتر: «كن رجلًا أفضل من أبيك». لا تتذكر أوليڤيا أنها قالت ذلك، لكنَّ هذه العبارة أثرت بعمق في بيتر إذ يتضح أن أمه اعتادت أن تقولها له كل ليلة قبل أن يخلد إلى النوم. في الحلقة 2-04، «تراجع الزخم»، تتذكر أوليفيا اجتماع بيل في العالم الآخر، وعلمها بحرب وشيكة بين العالمين، وأن جيشًا من المتحولين من الجانب الآخر يعمل متخفيًا في العالم الأول.
بلغت مصالحة بيتر ووالتر ذروتها في الحلقة 2-10 «الأمور الرمادية». توماس جيروم نيوتن، قائد المتحولين، يخطف والتر ويرغمه على كشف كيف فتح مدخلًا بين الأبعاد سنة 1985. لكن بيتر يخاطر بكل شيء لينقذ والتر إذ كانت فكرة موته ترعبه. في حلقة «جاكسونفيل»، أعاد والتر تنشيط قدرات أوليفيا «الكورتكسفان»، متيحًا لها التعرف على الأشياء من الجانب الآخر بواسطة «إشارات ضوئية» مميزة يعرضها لها. عندما تنظر إلى بيتر، تظهر الإشارات الضوئية، ما يجعل أوليفيا تدرك أنه جاء من العالم الآخر. تعد أوليڤيا والتر بأنها لن تخبر بيتر بالحقيقة، لأنها تشعر أن بعض الأسرار مؤذية جدًا ولا يمكن كشفها.
في حلقة «الرجل من الجانب الآخر»، قرر والتر أن عليه أن يخبر بيتر بالحقيقة، ولكن بينما هو على وشك التوضيح، استُدعوا للتحقيق في قضية ما. اكتشفوا أن نيوتن يحاول جلب شيء ما -أو شخص ما- من الكون الآخر إلى عالمنا. لكن الاهتزازات الصوتية المنبعثة من جهاز نيوتن ستقتل حتمًا أي شخص من هذا الكون. عندما أغلق بيتر الجهاز أصيب بارتجاج في المخ، واكتشف أصوله الحقيقية واستعاد ذاكرته. حين كان بيتر يتلقى العلاج في المستشفى واجه بيتر والتر ولامه على انتحار أمه بالتبني. في نهاية الحلقة أبلغت أوليفيا والتر أن بيتر خرج من المستشفى وهو على وشك إنهاء حياته. ورغم محاولات تعقبه لا تستطيع أوليفيا تحديد مكانه.
يسافر بيتر إلى واشنطن حيث يعمل مع الشرطة المحلية لحل سلسلة من جرائم القتل. إنه يعتقد أن نيوتن مسؤول، لكنه كان مخطئًا. ومع ذلك، وجد بيتر لاحقًا نيوتن في غرفته في الفندق، وهو محتجز تحت تهديد السلاح. مع هدوء بيتر، ينادي نيوتن «السيد السكرتير»، الرجل الذي أوقفه، الذي كشف عن أنه والده من العالم الآخر، والتر «والترنيت».